# Guioa pseudoamabilis
Guioa pseudoamabilis är en kinesträdsväxtart som beskrevs av P.C. van Welzen. Guioa pseudoamabilis ingår i släktet Guioa och familjen kinesträdsväxter. Inga underarter finns listade i Catalogue of Life.